# Roberto Segre
Roberto Segre (Milán, Italia, 1934 – Niteroi, Brasil, 10 de marzo de 2013) fue un importante arquitecto, historiador y crítico de arquitectura que construyó gran parte de su carrera en la Argentina,Cuba y Brasil.

## Biografía
Segre nació en Milán en 1934 y en 1939 escapó, junto a su familia a la Argentina, de la dictadura de Benito Mussolini. En 1960 se graduó en la Facultad de Arquitectura de la UBA, y en 1963, después de un viaje a Europa, llegó a Cuba seducido por la Revolución cubana liderada por Fidel Castro. Allí comenzó su vida académica, poniéndose a cargo de la Facultad de Arquitectura y Urbanismo de La Habana, Cuba, cargo que ocuparía durante las próximas tres décadas. Se convirtió así en un personaje de la revolución, a la vez que fue formador de varias generaciones de arquitectos e historiadores del arte en La Habana, y en universidades de Latinoamérica y Europa. En 1994 –cuando ya sus convicciones no se alineaban con el rumbo que había tomado el gobierno de Fidel– decidió dejar Cuba y, con su familia, partió a Brasil donde comenzó una nueva etapa de su vida como investigador y profesor de cursos de posgrado de la Facultad de Arquitectura y Urbanismo de la Universidad Nacional de Río de Janeiro (FAU). En el año 2007, recibió el título de doctor honoris por el Instituto Politécnico de La Habana.
También trabajó como asesor general de la Unesco y, por esta institución, tuvo la responsabilidad de organizar el libro América Latina en su arquitectura (1975)

## Carrera
Segre publicó numerosos libros que constituyen material de estudio en la carrera de arquitectura. Entre ellos se destacan los volúmenes:
- Diez años de arquitectura en Cuba revolucionaria (1970)
- América Latina en su arquitectura (1975)
- Arquitectura y urbanismo de la Revolución cubana (1989)
- América Latina, fin del milenio: raíces y perspectivas de su arquitectura (1991)
- Arquitectura Antillana del Siglo XX (2003)
- Brasil - Jóvenes Arquitectos (2004)
- Guía de la arquitectura contemporánea (2005)
- Geografía y Geometría en América Latina: Naturaleza, AArquitectura y Sociedad (2005)
- Casas Brasileiras (2006)
- Tributo a Oscar Niemeyer (2009)[2]

Participó en el documental del 2012 titulado Unfinished Spaces, donde afirmaba que aparecía en el relato como "el bad guy" (chico malo) de la historia. La película trata sobre la construcción de la Academia Nacional de Artes de Cuba, y de los avances y retrocesos de la que iba a ser un emblema de la nueva era que inauguraba la revolución. Según cuenta el film, Segre se convertiría en el detractor más importante, y la voz que más influyó para que las obras se paralizaran.

## Tragedia y fallecimiento
Roberto Segre murió el 10 de marzo de 2013 en Niteroi, Brasil, luego de ser atropellado por una moto cuando salió de su casa para realizar su paseo matinal del domingo. Fue trasladado inmediatamente a un hospital local pero finalmente su cuerpo no pudo con los traumatismos que le causó el accidente.

## Homenajes
Como homenaje póstumo la Asociación de Artes Plásticas y la Comisión Cultura, Ciudad y Arquitectura convocaron al panel In memoriam Roberto Segre, el jueves 4 de abril a las 4:00 p. m. en la Sala Villena.